# La Tétralogie du Monstre
La Tétralogie du Monstre (initialement appelée La Trilogie du Monstre) rassemble quatre bandes dessinées d'Enki Bilal, parues entre 1998 et 2007. Prévue à l'origine pour être une trilogie, cette série a finalement été constituée de quatre tomes, comme l'annonçait le troisième tome en fin d'ouvrage.

## Tomes
1. Le Sommeil du Monstre, Les Humanoïdes associés, 1998.
2. 32 décembre, Les Humanoïdes associés, 2003.
3. Rendez-vous à Paris, Casterman, 2006.
4. Quatre ?, Casterman, 2007.